# Сергіївка (селище)
Сергіївка — селище в Білгород-Дністровському районі Одеської області України. Адміністративний центр Сергіївської селищної громади. Населення — 5,2 тис. осіб (2009).

## Історія

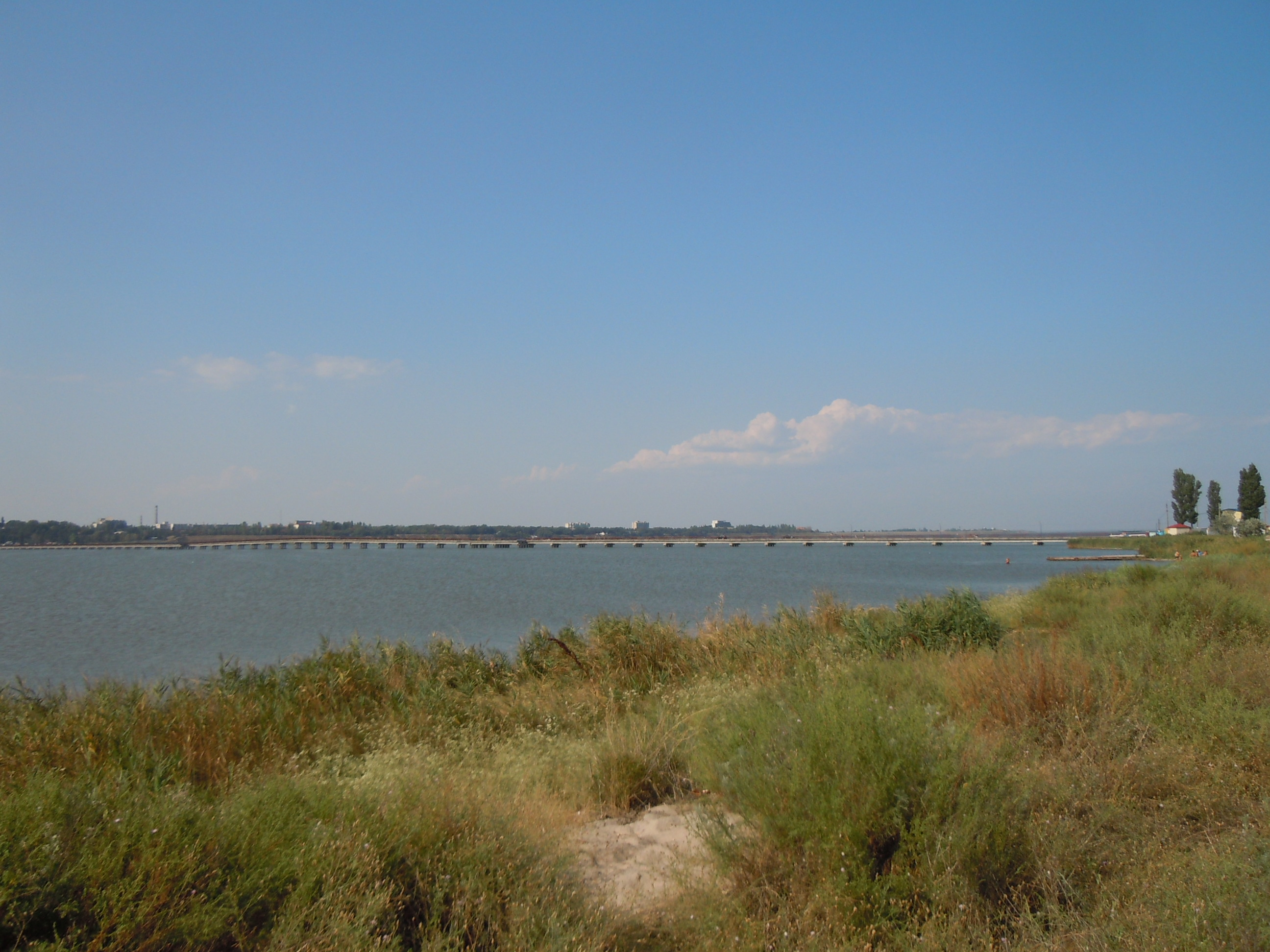
Міст через лиман

Початок вивчення Будацького (Шаболатського) лиману — джерела основних лікувальних факторів курорту, було покладено наприкінці XIX століття членами Одеського наукового товариства курортологів. 1887 року О. А. Вериго вперше визначив фізико-хімічні властивості ропи та грязі лиману.
Перша згадка про поселення Шаболат-Сергіївка, яке налічувало 15 дворів прихожан, відноситься до 1889 року. Урочище Шаболат-Сергіївка розташоване було в південно-східній частині нинішньої території курорту, в районі підсобного господарства і котельні, і тягнулося до території дитячого оздоровчого табору «Медик-1». Проживало в ньому 40 сімейств, чоловічої статі 109 осіб. Перша грязелікарня на березі Шаболатського лиману була побудована в селі Будаки (нині Приморське) в 1895 році.
У 1921 р Аккембетський поміщик Акулич будує в Новій Сергіївці, має на той час близько 40 вілл, сезонну грязелікарню, чим було покладено початок розвитку дачного селища Сергіївка, як курорту.
28 червня 1940 році Південна Бессарабія була приєднана до України, і проіснувала до 1956 року як окрема Ізмаїльська область. Курорт Сергіївка виявився на території України. Зважаючи на відсутність приморських здравниць в Молдавській РСР, курорт Сергіївка було вирішено передати останній.
У 1956 році Ізмаїльська область ліквідується і територія курорту Сергіївки переходить з Лиманського району Ізмаїльської області до Білгород-Дністровського району Одеської області.
У 1959 році виявлено мінеральна питна вода (свердловина № 2 типу «Куяльник № 4»). Після експериментальних досліджень Ф. П. Амбросом (Кишинівський медінститут) була рекомендована для лікування запальних захворювань шлунка.
У 1972 році був зданий в експлуатацію пішохідно-транспортний міст через лиман завдовжки понад 1 км, який з'єднав материковий берег з морською косою. Курорт Сергіївка стає основним і єдиним приморським курортом Молдови, що володіє високою ефективністю лікування унікальними природними лікувальними факторами.
З огляду на всезростаючу потребу в курорті, урядом Молдавії намічається з 1972 р. розробка і будівництво об'єктів по забезпеченню курорту прісною водою, створюється проєкт з будівництва водозабору і водогону Паланка — Сергіївка і водозабору в районі села Софіївка. Для забезпечення кваліфікованими кадрами оздоровниць курорту та інших організацій розширюється будівництво житлових будинків. Для забезпечення електроенергією з перспективою на забудову починається будівництво нової лінії електропередач потужністю понад 8 тис. КВт/год на добу.
Розквіт Сергіївки припав на 1970-90-ті роки. У селищі один за одним розбудовували санаторії: «Сенетатя», «Вікторія», «Патрія», «Імені Сергія Лазо», «Золота нива» та інші. Усього до середини 1980-х тут працювали 8 санаторіїв, 10 дитячих оздоровчих таборів, 19 баз відпочинку та готельний комплекс. Сюди розподіляли на роботу молодих спеціалістів з Молдови – обслуговувати й лікувати молдовських громадян.
У зв'язку з відсутністю свіжих випадків захворювання на кістковий туберкульоз серед населення Молдавської РСР, в 1976 році кістково-туберкульозний санаторій перепрофилюється в дитячий санаторій «Сергіївка» для лікування запальних захворювань органів дихання.
Сергіївка хотіла приймати все більше і більше людей та туристів й у середині 1980-х почала будівництво, певно, найбільшого проєкту – комплексу «Гостиница Южная». Це 16-поверхова будівля на півтори тисячі людей і з кольоровими телевізорами у кожному номері. На базі готелю була навіть школа для шеф-кухарів й офіціантів. У готелі працювала їдальня на 3 зали, бари та навіть казино. Щоправда, за кілька років після відкриття, готель закрили.

### Російсько-українська війна

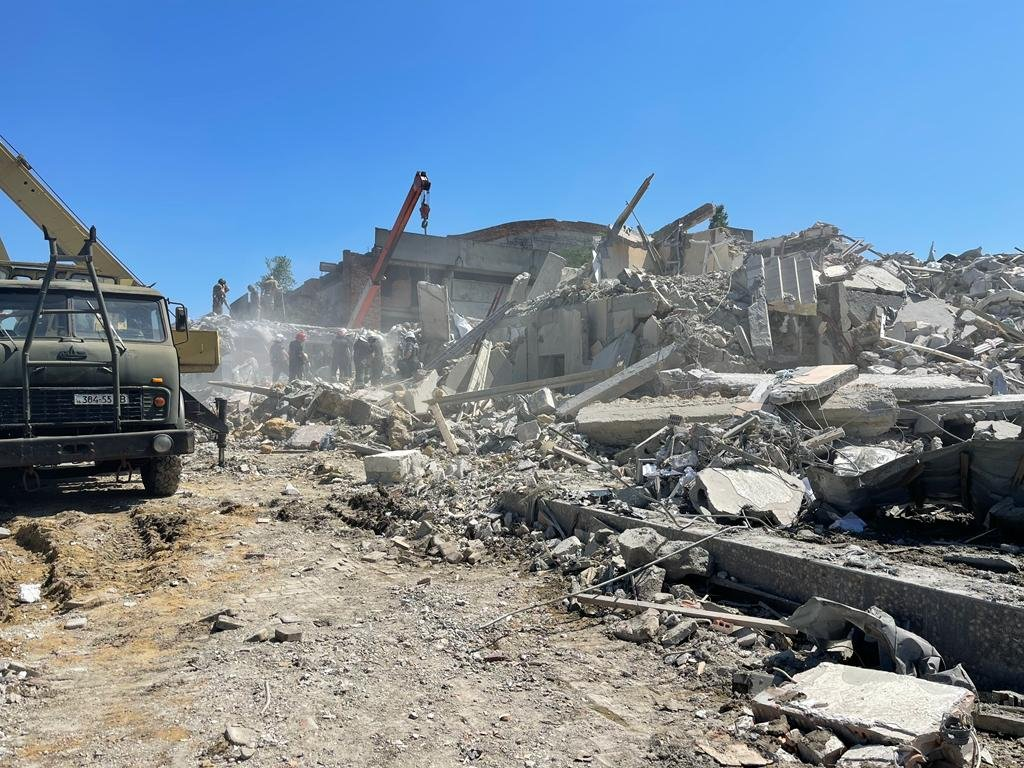
Наслідки російського ракетного удару 1 липня 2022 р.

1 липня 2022 року житловий будинок та дві бази відпочинку в Сергіївці обстріляла російська армія крилатими ракетами Х-22. Загинули 16 мирних мешканців, 38 отримали поранення, з них п'ятеро – діти віком від 3 до 17 років. Вдалося врятувати 7 людей.
Місцева влада почала відбудову багатоповерхівки, проте станом на весну 2024 року відбудова досі не завершена. Однак через те, що селищна рада тривалий час не могла забезпечити контроль за виконанням цього підряду перейшов до обласної Служби відновлення та розвитку інфраструктури. У травні 2025 року йде  завершальна стадія відбудови.

## Населення

### Мова
Розподіл населення за рідною мовою за даними перепису 2001 року:
| Мова            | Кількість | Відсоток |
| --------------- | --------- | -------- |
| російська       | 2462      | 48.80%   |
| українська      | 2124      | 42.10%   |
| румунська       | 363       | 7.19%    |
| болгарська      | 50        | 0.99%    |
| гагаузька       | 15        | 0.30%    |
| вірменська      | 12        | 0.24%    |
| білоруська      | 8         | 0.16%    |
| інші/не вказали | 11        | 0.22%    |
| Усього          | 5045      | 100%     |

## Клімат
Клімат курорту Сергіївка помірно континентальний і порівняно сухий. Тривалість теплого сезону з березня по листопад. Кількість сонячних днів в році перевищує 290 або 2030 сонячних годин. Середньорічна температура близько +12 °C, середньорічна кількість опадів близько 350 мм. Зима коротка і м'яка з середньою температурою близько 
+5 °C, сніг і температури нижче -10 °C спостерігаються рідко; літо довге і спекотне з середньою температурою близько 25 °C, нерідко температури вище 35 °C.
| Клімат Сергіївка                                | Клімат Сергіївка | Клімат Сергіївка | Клімат Сергіївка | Клімат Сергіївка | Клімат Сергіївка | Клімат Сергіївка | Клімат Сергіївка | Клімат Сергіївка | Клімат Сергіївка | Клімат Сергіївка | Клімат Сергіївка | Клімат Сергіївка | Клімат Сергіївка |
| Показник                                        | Січ.             | Лют.             | Бер.             | Квіт.            | Трав.            | Черв.            | Лип.             | Серп.            | Вер.             | Жовт.            | Лист.            | Груд.            | Рік              |
| Абсолютний максимум, °C                         | 15               | 19               | 24               | 29               | 33               | 36               | 39               | 37               | 32               | 31               | 26               | 16               | 39               |
| Середній максимум, °C                           | 1                | 1                | 5                | 12               | 19               | 23               | 26               | 26               | 21               | 15               | 8                | 3                | 13               |
| Середня температура, °C                         | −2               | −1               | 3                | 9                | 15               | 19               | 22               | 21               | 17               | 11               | 6                | 1                | 10               |
| Середній мінімум, °C                            | −4               | −4               | 0                | 5                | 12               | 16               | 18               | 17               | 13               | 8                | 3                | −2               | 7                |
| Абсолютний мінімум, °C                          | −26              | −28              | −16              | −6               | 0                | 5                | 7                | 8                | −1               | −13              | −15              | −20              | −28              |
| Норма опадів, мм                                | 47               | 46               | 39               | 49               | 53               | 73               | 88               | 69               | 47               | 35               | 51               | 52               | 649              |
| ----------------------------------------------- | ---------------- | ---------------- | ---------------- | ---------------- | ---------------- | ---------------- | ---------------- | ---------------- | ---------------- | ---------------- | ---------------- | ---------------- | ---------------- |
| Джерело: http://pogoda.ru.net/climate/33837.htm |                  |                  |                  |                  |                  |                  |                  |                  |                  |                  |                  |                  |                  |

## Туризм

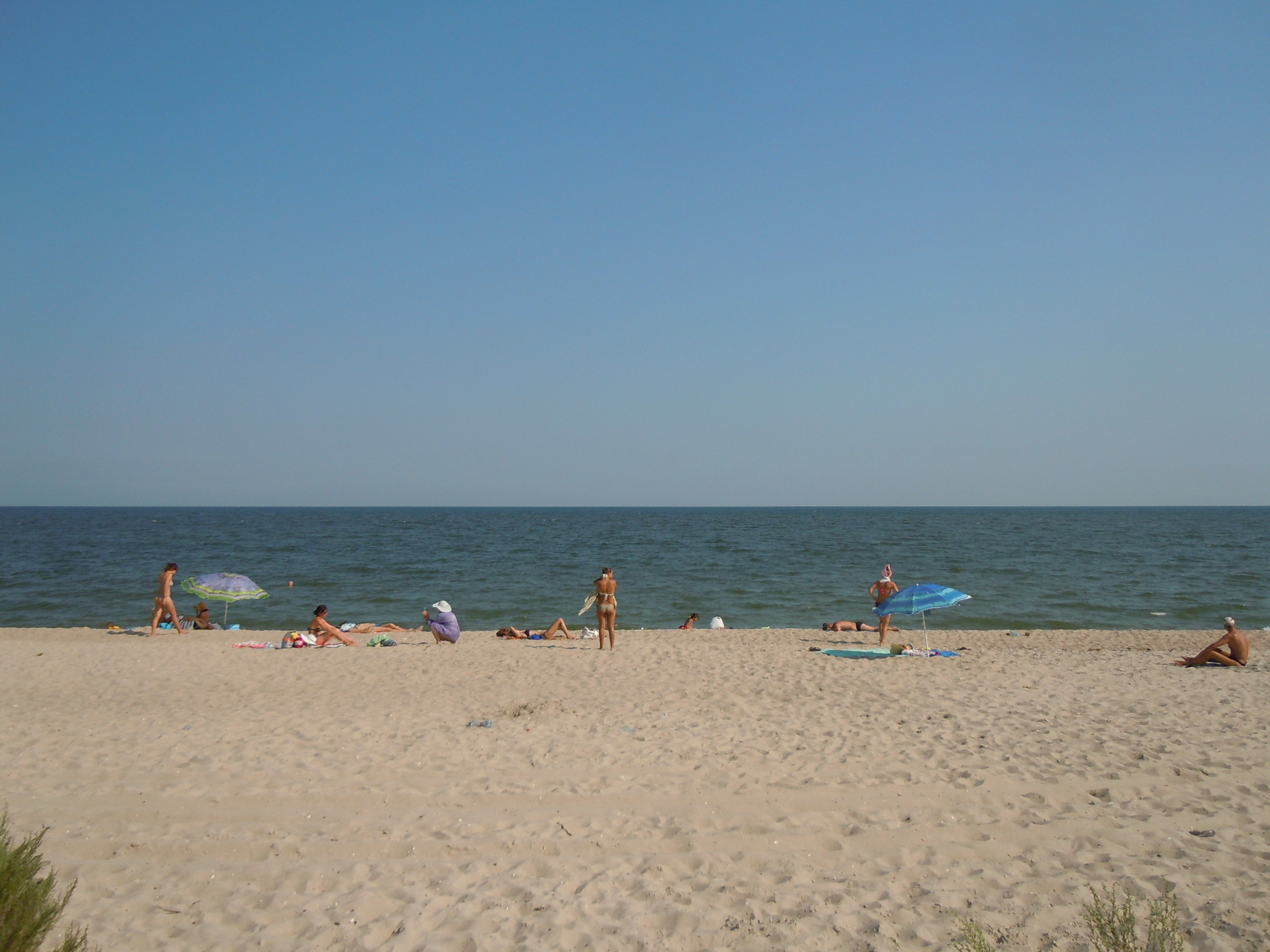
Морське узбережжя

На території Сергіївки розташований великий кліматичний курорт. Площа території курорту — 640 га, з них 82 га зайняті під зеленими насадженнями.
Важливий лікувальний фактор — це вода Будацького лиману, яка з давніх-давен використовувалася в лікувальних цілях. Вода лиману є хлоридно-натріевомагнієвою водою і використовується для приготування різних мінеральних ванн.
У комплексному лікуванні хвороб внутрішніх органів на курорті застосовуються мінеральні води. Вода свердловини № 2 відноситься до хлоридно-гідрокарбонатнонатріевим водам і нагадує відомі мінеральні води «Куяльник» 4 і 5 або «Гарячий ключ» джерела № 58, свердловини № 2 курорту Саки. Вода свердловини 5М має малу мінералізацію і є аналогом відомих мінеральних вод Миргородського типу.
Велике значення для курорту Сергіївка мають великі запаси високоякісної (без домішки) лікувальної грязі. Грязь мулу Будацького лиману — це чорна, місцями темно-сіра маса з запахом сірководню і аміаку, липка, пластична, володіє великою теплоємністю і малою теплопровідністю. Крім органічного «скелета» бруду, в її склад входить так званий колоїдний комплекс, що складається з найдрібніших частинок заліза, алюмінію, гумусу тощо. Колоїдний стан цих речовин обумовлює високу пластичність грязі. Питома вага грязі Будацького лиману від 1,3 до 1,6 г/см³. Кислотність грязі лужна, її рН одно 8,2.
За фізико-хімічними властивостями мулові лікувальні грязі Будацького лиману не тільки не поступаються, але і перевершують за багатьма показниками лікувальні грязі інших курортів.

### Курортна база
- Санаторій імені Сергія Лазо;
- Санаторій «Золота Нива»;
- Санаторій «Оризонт»;
- Санаторій «Вікторія»;
- Санаторій «Патрія»;
- Санаторій «Сенетатя»;

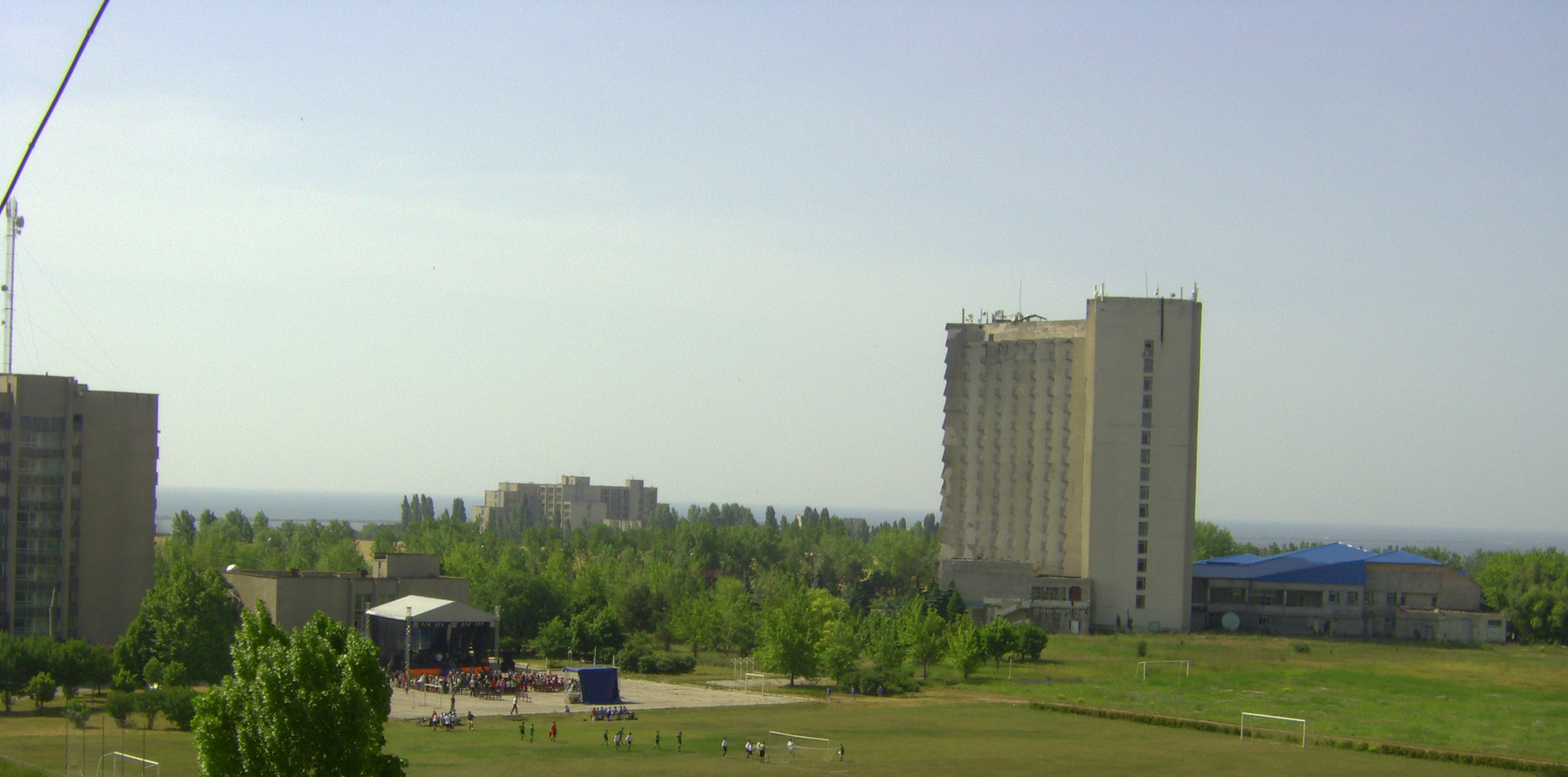
Санаторій ім. Лазо

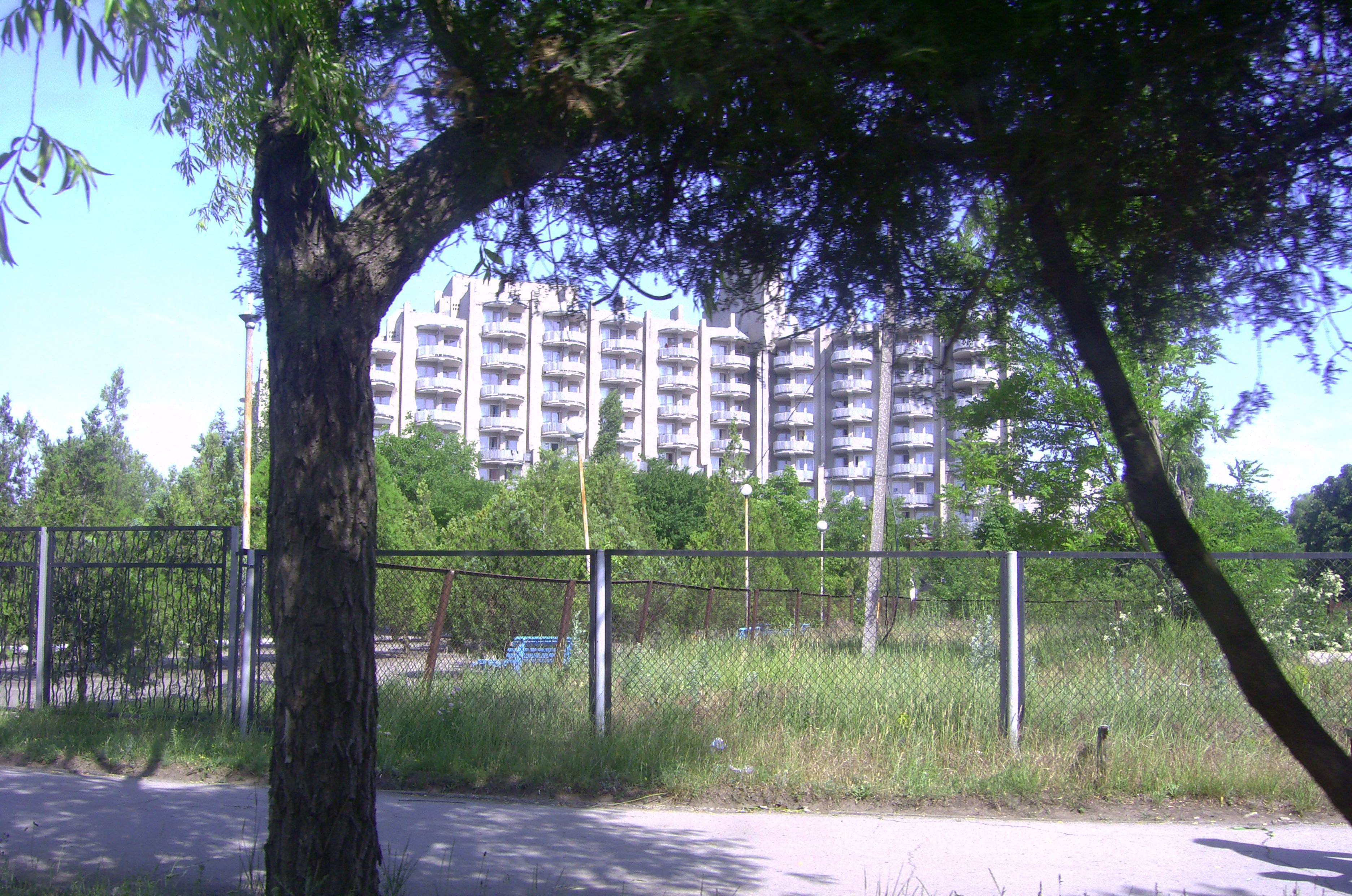
Санаторій «Оризонт»

- Дитячий оздоровчий табір «Богатиренок» і ДОТ «Юність»;
- Дитячий оздоровчий табір «Світанок»;
- Дитячий оздоровчий табір «Зв'язківець»;
- Дитячий санаторій «Сергіївка»;
- Пансіонат «Чародійка»;
- Пансіонат «Чайка»
- Пансіонат «Сонячний Берег»;
- Оздоровчий комплекс ЛОК «Лиман»;
- База відпочинку «Кораловий Риф»;
- Котеджі «Сенетатя»;
- Дитячий пансіонат «Орлятко»;
- Готель «Південний» нині закритий;
- Готель «Плай»;
- Пансіонат «Парус»;
- Пансіонат «Сонячна долина»;
- Кемпінг «Південний»;
- База відпочинку «Медик-2»;
- Пансіонат «Патрія»;
- Дитячий оздоровчий табір «Тіра»
- Дитячий оздоровчий табір «Прометей»

## Транспорт

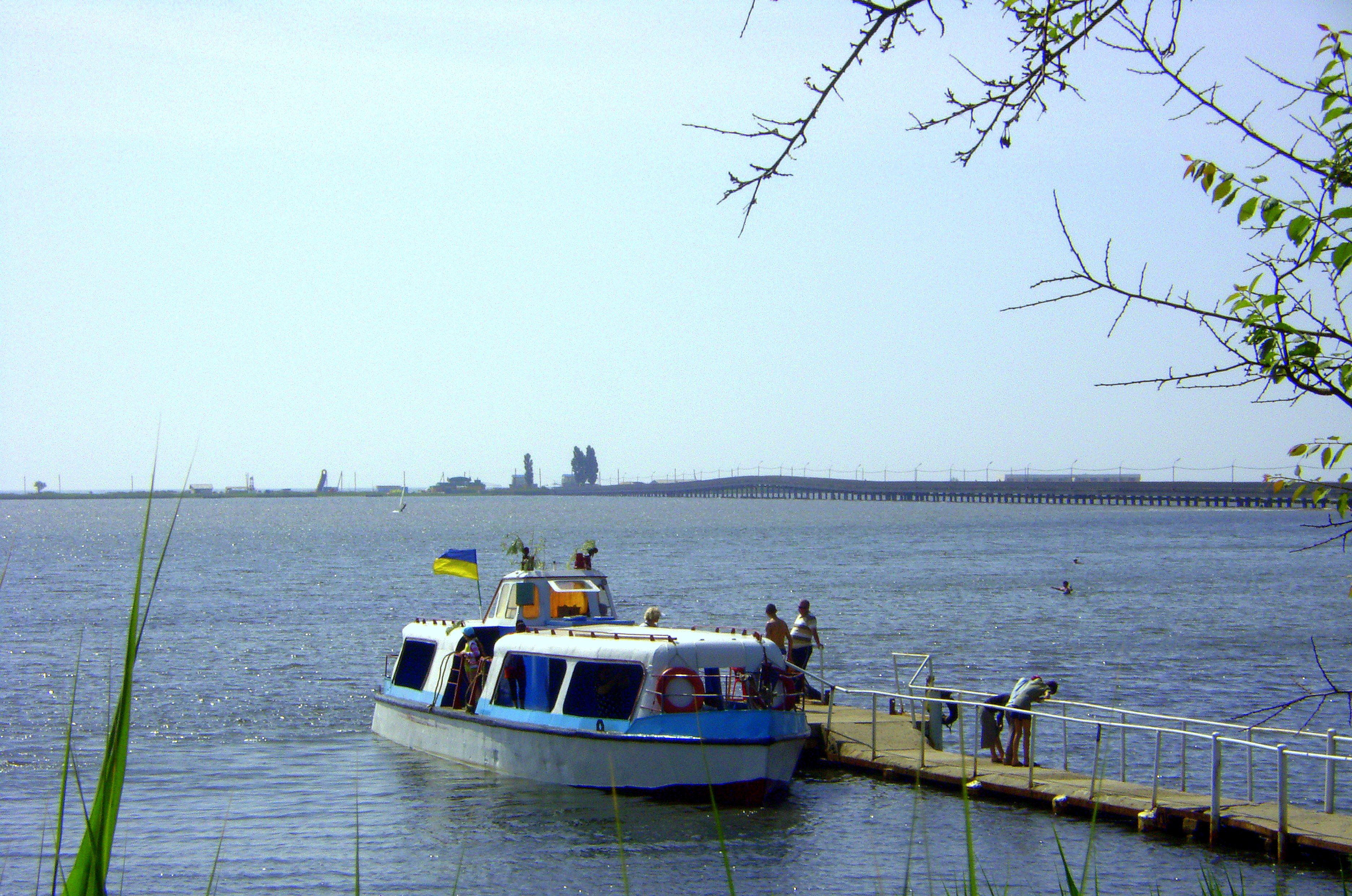
По лиману курсують катери

Автомобільний транспорт є основним транспортом в селищі.
Маршрутні таксі з Сергіївки на Білгород-Дністровський вирушають приблизно щопівгодини. З Одеси маршрутне таксі вирушає від Залізничного вокзалу.
Також в Сергіївка можна дістатися на маршрутці «Одеса — Білгород-Дністровський», вийшовши на зупинці «розвилка» і пересівши на маршрутку «Білгород-Дністровський — Сергіївка».
У літню пору по лиману курсують катери та човни, які доставляють відпочиваючих і місцевих жителів на море.

## У літературі
- 1939 року в Коломиї видана книга «Листи з над Чорного моря (до сина)» авторства Олени Кисілевської — української письменниці, журналістки, редакторки і видавчині, феміністки та культурно-освітньої діячки. У книзі в розділі «В Сергіївці на Бесарабщині» вона описує свої спостереження під час відвідування Сергіївки[11].